# International Coach Federation
Die International Coaching Federation, Inc., (ICF) ist ein internationaler Coaching-Verband und ist mit knapp 50.000 Mitgliedern der weltweit größte Coaching-Verband. Die ICF setzt sich weltweit für eine Professionalisierung von Coaching ein, akkreditiert Ausbildungsgänge zum Coach und zertifiziert Coaches.
Zum 25-jährigen Jubiläum transformierte 2020 die International Coach Federation zur International Coaching Federation, von einer einzelnen Organisation zu einem Verband von insgesamt sechs Family Organizations: ICF Coaching in Organizations, ICF Coach Training, ICF Credentials and Standards, ICF Foundation, ICF Professional Coaches and ICF Thought Leadership.
Dabei entspricht ICF Professional Coaches dem ursprünglichen Berufsverband, welcher in 143 Chaptern in 90 Ländern organisiert ist (Stadtchapter in den USA; Länderchapter international). Die Chapter wiederum sind in sogenannte Regionen unterteilt. ICF Charter Chapter Deutschland gehört zu Europe, Middle East, Africa (EMEA) und hat sich in den letzten Jahren zu einem Top 10 Chapter entwickelt.
Die Verbandssprache ist grundsätzlich Englisch. Sämtliche Kommunikation, Zertifizierungen und Akkreditierungen sind mittlerweile aber auch in Deutsch, Französisch, Spanisch, Russisch, chinesisch u. v. m. vorhanden.

## Ziele und Aktivitäten
Die ICF setzt sich für eine Professionalisierung des Coachings ein. Die ICF stellt Mindestanforderungen an potentielle Mitglieder im Hinblick auf nachzuweisende Ausbildung und Erfahrung, hält für seine Mitglieder verpflichtende Ethik-Richtlinien vor, definiert vorgegebene Kernkompetenzen eines Coach und führt Zertifizierungen durch. Diese werden ständig weiterentwickelt.
Es gibt über 35.000 ICF-zertifizierte Coaches (Stand: Januar 2021).

### Verhaltenskodex
Die ICF und der European Mentoring and Coaching Council (EMCC) einigten sich im Juni 2011 auf den „Code of Conduct for Coaching and Mentoring“, einen gemeinsamen Verhaltenskodex für praktizierende Coaches und Mentoren und ihre jeweiligen Branchenverbände. Der Kodex dient der Selbstregulierung (Selbstverpflichtung) der Branche und umfasst Richtlinien zur Festlegung professioneller und ethischer Standards für die Berufspraxis. Er wurde im Juli 2011 als „Professional Charter for Coaching and Mentoring“ in die von der Europäischen Kommission und dem Europäischen Wirtschafts- und Sozialausschuss betriebene europäische Datenbank für Selbst- und Koregulierungsinitiativen eingereicht und dort im September 2011 aufgenommen. Der Kodex stellt die erste derartige Initiative auf europäischer Ebene dar. Er wurde seitdem von zwei weiteren Coaching-Verbänden unterschrieben: der Association for Coaching (Juli 2012) und der Association Française de Coaching (Januar 2013).

## Geschichte
Die ICF wurde 1995 durch Thomas J. Leonard in den USA gegründet. Ursprünglich war die ICF hauptsächlich auf Nordamerika ausgerichtet. Eigenen Angaben zufolge ist sie mit knapp 50.000 Mitgliedern in fast 100 Ländern (Stand: 2021) der größte Berufsverband professioneller Coachs.

## Struktur des Verbandes
Die ICF wird durch ein gewähltes ehrenamtliches Board geleitet, ebenso die jeweiligen Family Organisationen.
Die fünf Regionen des Berufsverbandes werden vom jeweiligen Regional Team geleitet, die auch die nationalen, unabhängigen Chapter begleiten.
Eine Vielzahl von bezahlten Professionals unterstützt das Daily Business. Gleichzeitig unterstützt Association International mit professionellen Ressortleitern, CEO, CFO, Management etc.